# 康洪雷
康洪雷（1962年11月6日—），生於内蒙古呼和浩特，中國导演。有評價其制作风格上大气，富含深刻的人生观、世界观。作品以战争题材为著名，如《激情燃烧的岁月》、《士兵突击》等。

## 生平
1979年就读内蒙古艺术学校话剧表演专业。1982年至内蒙古话剧团当演员。1985年开始拍电影。1988年借调至内蒙古电视台作为编外人员。期间4年无工资。1996年正式调入内蒙古电视台制作中心任导演至今。1999年首次独立执导电视剧《激情燃烧的岁月》而一炮走红。

## 作品

### 演员
- 1985年：《两厢情愿》 饰 不学无术的二流子
- 1995年：《水浒传》 饰何清

### 执导
- 1993年：《东方商人》副导演
- 1994年：《沟里人》副导演
- 1995年：《水浒传》副导演
- 1997年：《燕子李三》副导演
- 2001年：《笑傲江湖》副导演
- 2002年：《激情燃烧的岁月》导演
- 2003年：《青衣》导演
- 2003年：《有泪尽情流》导演
- 2005年：《一针见血》导演
- 2005年：《民工》导演
- 2006年：《士兵突击》导演
- 2006年：《幻想之旅》/《末路天堂》导演
- 2008年：《我的团长我的团》导演
- 2009年：《奠基者》导演
- 2014年：《二炮手》导演

## 获奖
- 2008年：第二十四届中国电视金鹰奖：最佳导演奖——《士兵突击》